# Petar Petrović Pecija
Petar Petrović Pecija (* 21. September 1877 in Otočac; † 9. Januar 1955 in Zagreb) war ein kroatischer Dramatiker.
Petrović besuchte das Gymnasium in Gospić und studierte in Zagreb. Er trat mit Prosawerken, vor allem aber mit Dramen und Komödien hervor, die insbesondere an serbisch- und kroatischsprachigen Bühnen Jugoslawiens gespielt und u. a. ins Tschechische, Deutsche und Portugiesische übersetzt wurden.

## Werke
- Rkač, 1904
- Ruška, 1905
- Suza, 1907
- Duše, 1910
- U navaljcima, 1916
- Mrak, 1916
- Plusak, 1918
- Stojanda, 1922
- Zemlja, 1926
- Šuma, 1915
- Čvor, 1920
- Kad to ne sme niko znati, 1935
- Mala,
- Tri prema jedan
- Mača
- Ispod naših brda
- Majčino srce